# سييرا نيفادا (الولايات المتحدة)

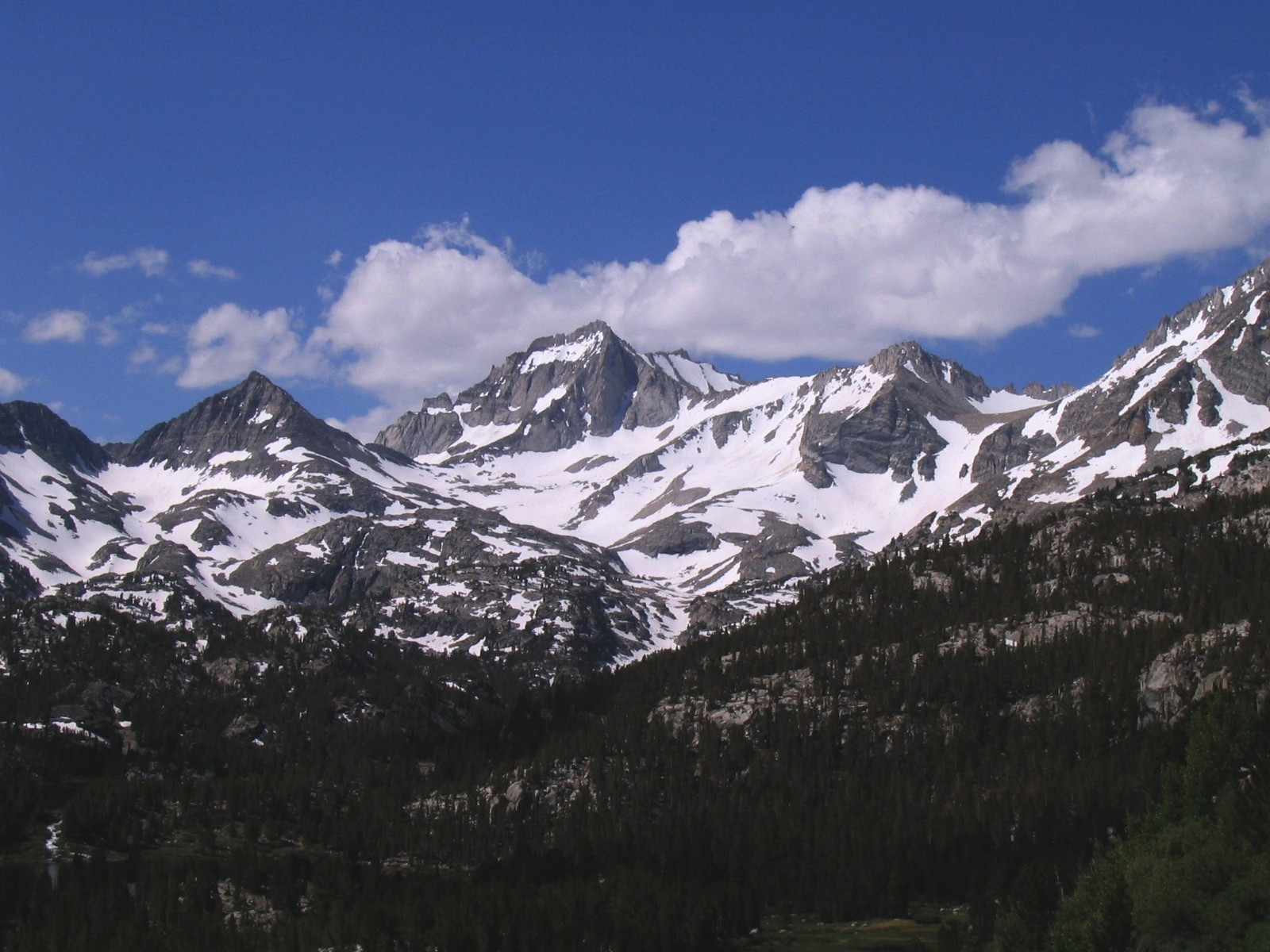
سييرا نيفادا

سييرا نيفاد (بالإنجليزية: Sierra Nevada) هي سلسلة جبلية تقع في ولايتي كاليفورنيا ونيفادا في الولايات المتحدة، وتمتد ما بين سنترال فالي في كاليفورنيا ومنطقة بايسن آند راينج. حيث تمتد بطول 640 كم من الشمال إلى الجنوب أي من ممر فريودنير إلى ممر تيهاتشيبي وبعرض 105 كم من الشرق إلى الغرب. يعتبر جبل ويتني أعلى قمم سييرا نيفادا ويصل ارتفاعه إلى 4,421 متر.
هناك العديد من المعالم الجغرافية البارزة في سييرا نيفادا من ضمنها بحيرة تاهو ومنتزه يوسمايت الوطني ووادي هيتش هيتشي وجبل ويتني وأشجار السكويا العملاقة. وتعد السييرا نيفادا موطناً لعشرين منطقة برية وثلاث حدائق عامة هي منتزه يوسيميتي الوطني ومنتزه سكويا الوطني ومنتزه كينغز كانيون الوطني.
كانت السييرا نيفادا موطناً للعديد من قبائل السكان الأصليين في أمريكا، وأول من ذكر السييرا نيفادا في كتاباته هو الأوروبي بيدرو فاغاس في عام 1 772، وقد بدأ استكشاف السلسلة بين الأعوام 1844 -1912.

## الجغرافيا

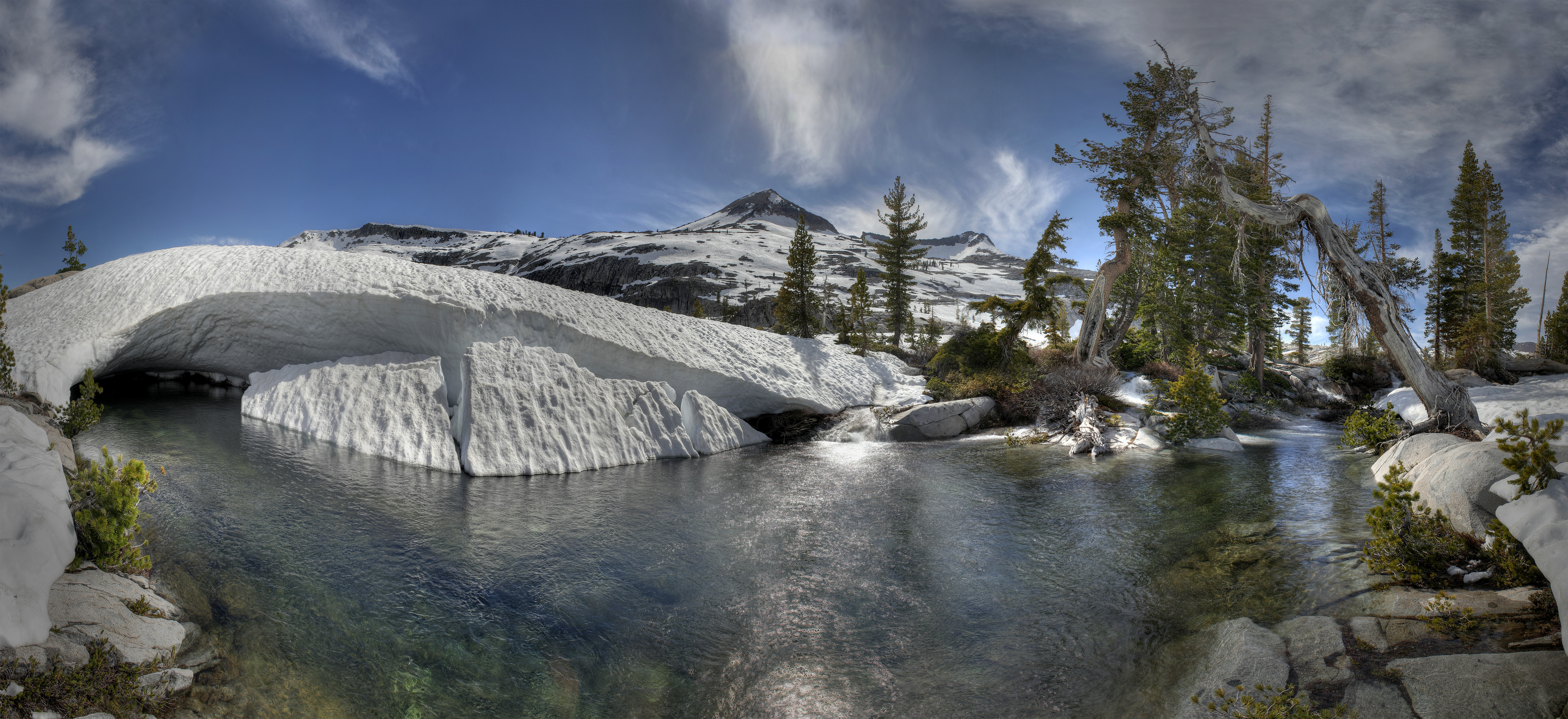
نبع قرب بحيرة تاهو

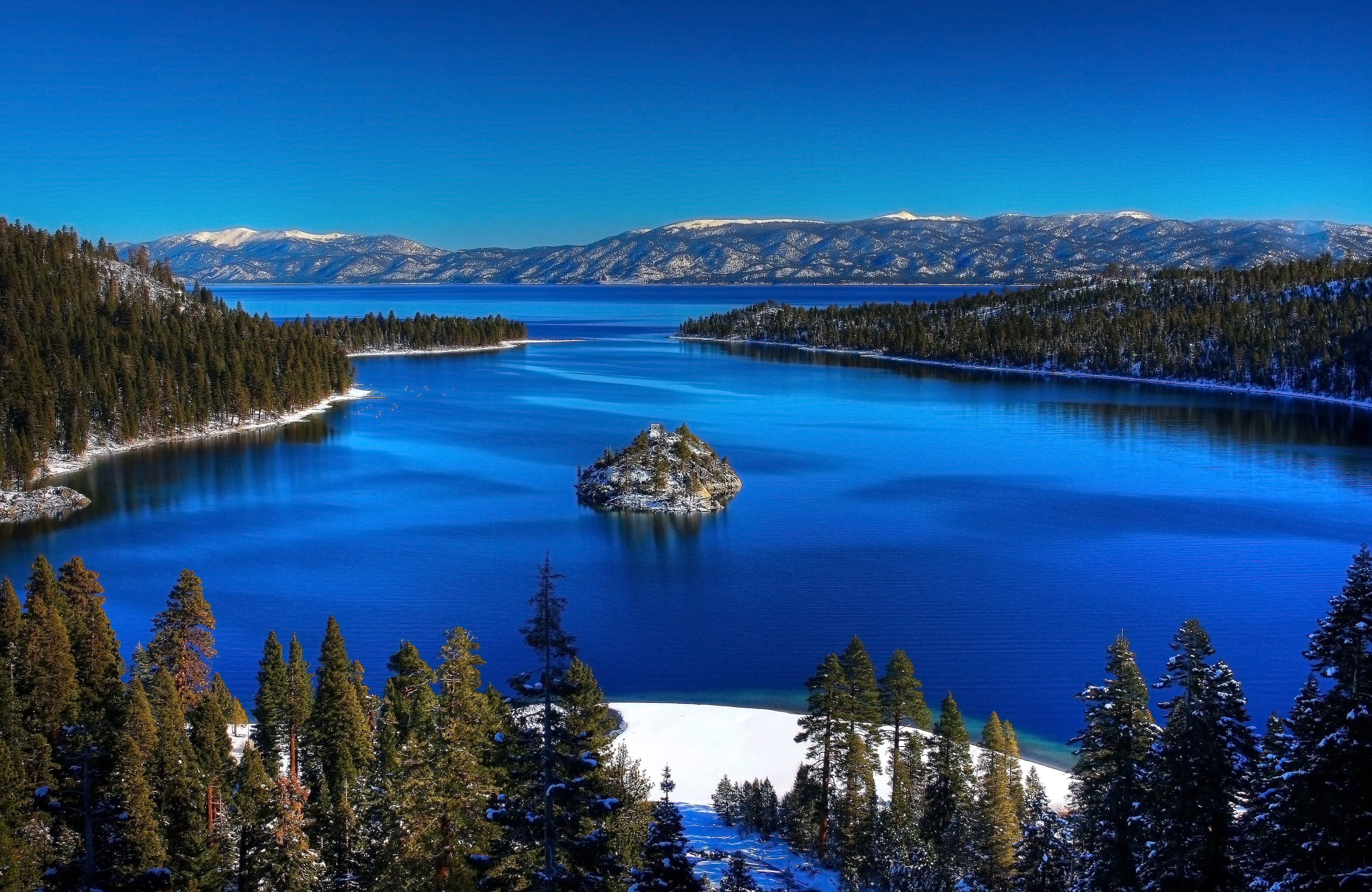
خليج إيميرالد في بحيرة تاهو

جنرال شيرمان هي أضخم شجرة سكويا في العالم وتوجد في سييرا نيفادا

تشكل الجرانيت تحت الأرض منذ ملايين السنين، وبدأت السلسلة بالارتفاع قبل 4 ملايين سنة، وأدى تآكل الكتل الجليدية إلى ظهور الجرانيت وتكوين الجبال والمنحدرات التي تشكل السلسلة. أدى ارتفاع الجرانيت لسطح الأرض إلى تفوت ارتفاعات الجبال المكونة للسلسلة وتفاوت المناطق المناخية تباعاً، وهذا بدوره أدى إلى تكون خمس مناطق تتشابه في طبيعتها الجغرافية والبيئية.

### أهم المعالم
هناك العديد من المعالم الجغرافية البارزة في سييرا نيفادا منها:
- بحيرة تاهو: وهي بحيرة للمياه العذبة في جنوب سييرا نيفادا وترتفع 1897 متر وتبلغ مساحتها 490 كم2.[3]
- الأخاديد الجليدية: وتتواجد في الجانب الغربي لسييرا نيفادا ومنها كينغز كانيون ووادي هيتش هيتشي ووادي يوسيميتي وأخدود نهر كرن.
- منتزه يوسيميتي الوطني: وفيه العديد من الشلالات والقبب الجرانيتية.
- أشجار السكويا العملاقة: وتنمو في المنطاق المنخفضة على طول الجانب الغربي للسلسة.

## المناخ
يتأثر مناخ سييرا نيفادا بالمناخ المتوسطي الذي يسود ولاية كاليفورنيا، في خريف وشتاء وربيع المنطقة تتساقط الثلوج على قمم سييرا نيفادا بمعدل (510 - 2,000 ملم) على ارتفاعات تصل إلى 1,800 متر في المتوسط، أما صيف سييرا نيفادا فهو جاف بحيث تنخفض معدلات الرطوبة، ومع ذلك تحدث عواصف رعدية أثناء هبوب رياح أمريكا الشمالية الموسمية. يتراوح معدل درجات الحرارة في سييرا نيفادا بين 6 إلى 32 درجة سيلزيوس.
تعد ثلوج قمم سييرا نيفادا مصدراً هاماً للمياه والطاقة الكهربائية في كاليفورنيا. تم إنشاء مستودعات لتخزين مياه الجبال خلال القرن العشرين لاستخدامها لاحقاً سواء للاستخدام المنزلي أو الزراعة أو غيرها من القطاعات. إلا أن جبال سييرا نيفادا تؤثر سلباً على المناطق المجاورة بحيث تحجب الأمطار وتمنعها من الوصول لمناطق أخرى، هذا التأثير يُعرف بظل المطر. وهو مسؤول عن تكوُّن صحراء الحوض الكبرى وجعل نيفادا الولاية الأكثر جفافاً في أمريكا.

## التاريخ

### سكان أمريكا الأصليون
ساهمت الحفريات الأثرية في توطين هنود باليو في المنطقة الشمالية الوسطى للسييرا نيفادا خلال الفترة الممتدة من 3000 قبل الميلاد حتى 500 للميلاد، وأول من سكنها قبائل الباييوت الشماليين الذين احتلو الجانب الشرقي للسلسلة، وقبيلة مونو وميووك السييرا في الجانب الغربي، أما الجانب الجنوبي فسكنته قبيلة الكوايسو.

### مستكشفو أوروبا

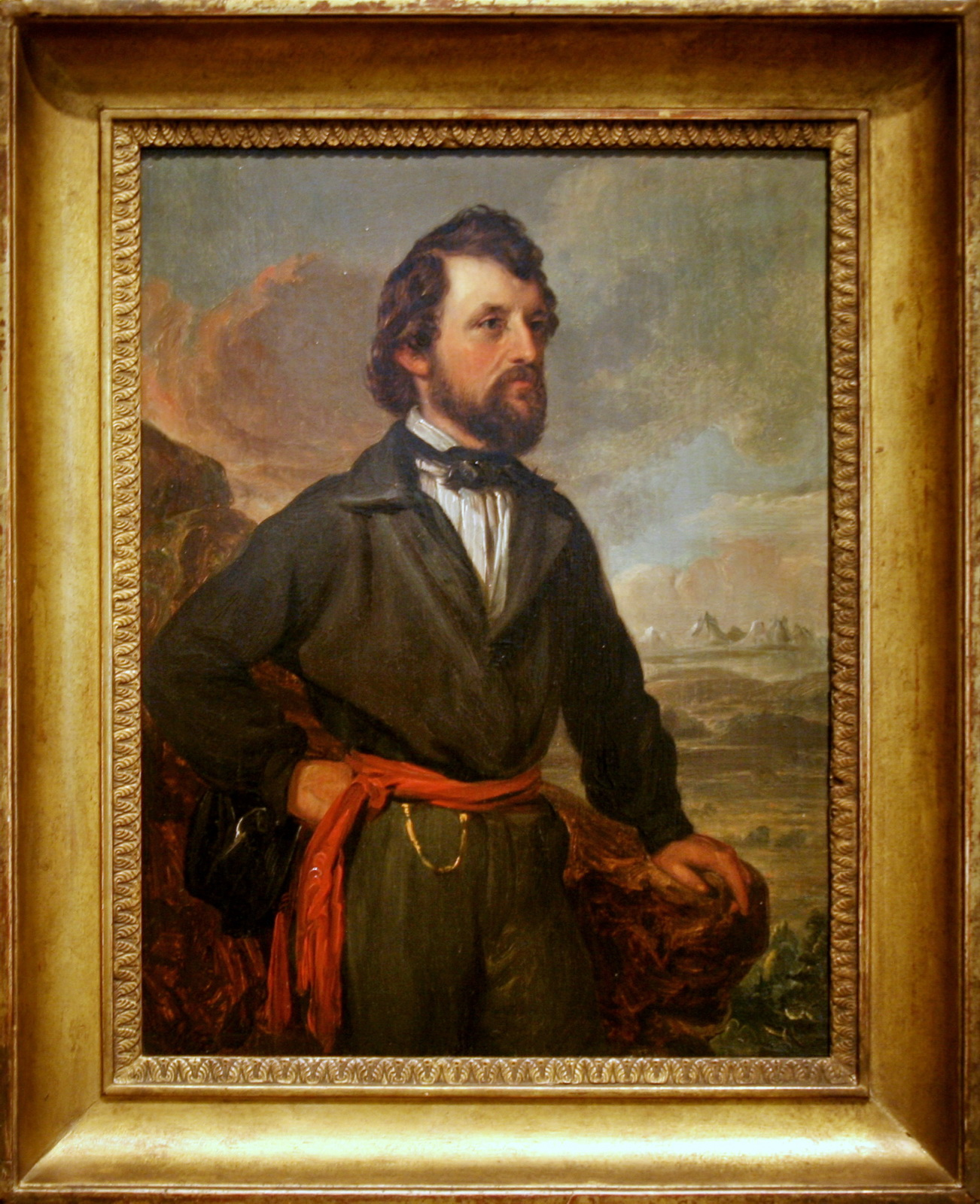
الملازم جون فريمونت أول مستكشف لسييرا نيفادا

بدأت الرحلات الأمريكية - الأوروبية لاستكشاف السلسلة في 1840. الملازم جون فريمونت وكيت كارسون كانا أول أوروبيين يصلا إلى بحيرة تاهو في 1844, وتمكنوا من التخييم على ارتفاع 2,450 متر.
في عام 1860 سيطرت حمى الذهب على معظم زوار السلسلة ما أدى إلى استيطان المناطق التي نشط فيها البحث عن الذهب مثل كاليفورنيا وترك باقي أراضي سييرا نيفادا غير مستكشفة. اضطرت الولاية لاحقاً إلى تعيين فريق مسح جيولوجي لاستكشاف ورسم خرائط السلسة، وقاد خوسيه ويتني الفريق الذي ضم وليام بريور وتشارلز هوفمان وكلارنس كينغ حيث مسحوا عام 1863 المنطقة التي تعرف الآن بمنتزه يوسيميتي الوطني، وفي عام 1864 استكشف الفريق كينغز كانيون. بدأ جون موير استكشافاته في سييرا نيفادا عام 1869، وفي عام 1971 أصبح موير أول من تسلق قمة جبل لانغلي وفي نفس السنة تسلق الصيادون قمة جبل ويتني. ثيودور سولومن كان أول من حاول رسم خريطة لطريق على طول السلسلة في الفترة ما بين 1892 إلى 1897.

## المناطق المحمية

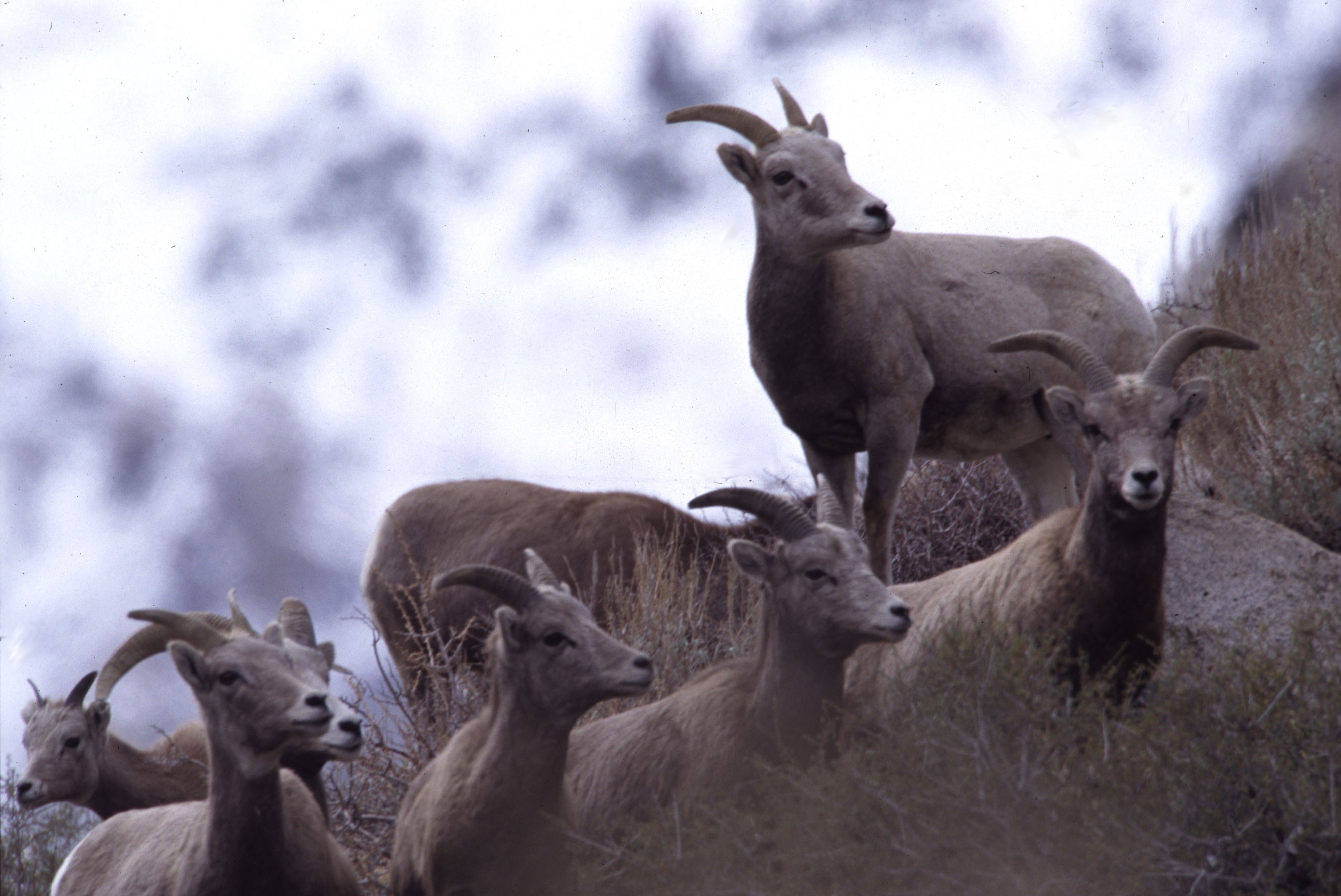
خروف بيغهورن الذي تشتهر به سييرا نيفادا

معظم مناطق سييرا نيفادا خاضعة لحماية الحكومة الفيدرالية بحيث تديرها الحكومة أو تتركها كمحميات طبيعية. هذه المناطق تتضمن 20 منطقة برية ومنتزه يوسيميتي الوطني ومنتزه سكويا الوطني ومنتزه كينغز كانيون الوطني. تحمي الحكومة ما نسبته 15.4% من مساحة أراضي سييرا نيفادا البالغة 63,118 كم2 من قطع الأشجار والرعي الجائر.
يتحكم مكتب إدارة الأراضي وإدارة الغابات الأمريكية حالياً ب 52% من أراضي سييرا نيفادا، ويفرضان قوانين خاصة تسمح بالرعي وقطع الأشجار في المناطق الخاضعة لحمايتهما.
وفي جنوب سييرا تم إنشاء منطقة خاصة بخرفان بيغهورن قرب جبل وليامسون لحماية خرفان بيغهورن المعرّضة لخطر الانقراض وتم منع الدخول إليها. وفي عام 1981 سُمح للمتنزهين بدخول المنطقة خلال الفترة الممتدة من 15 مايو إلى 15 ديسمبر، وفي عام 2010 تم رفع الحظر نهائياً.